# Титарисиос
Титари́сиос (греч. Τιταρήσιος), в верхнем течении Ксерьяс (Ξεριάς), в среднем течении Вулгарис (Βούλγαρης) — река в Греции, крупный левый приток Пиньоса. Берёт исток на южных склонах гор Титарос к западу от Олимпа. Течёт на юго-запад, затем на юг. У деревни Сикея покидает горы и выходит на Фессалийскую равнину. У деревень Влахойянион и Месохорион принимает крупный левый приток Эласонитикос, протекающий через город Эласон, и поворачивает на юго-восток, а затем на северо-восток. Течёт мимо города Тирнавос, который расположен на северном берегу. Впадает в Пиньос к юго-востоку от деревни Родья, к северу от городов Амбелон, Лариса и Фалана.
Река Титаресий (др.-греч. Τιταρήσιος, лат. Titaresĭus) упоминается Гомером. Страбон отождествляет её с рекой Европ (др.-греч. Εὐρώπος, лат. Europus) в Перребии, где проживало племя перребов.